# 6938 Soniaterk
6938 Soniaterk è un asteroide della fascia principale. Scoperto nel 1973 da van Houten, sua moglie e Gerehls a Palomar, presenta un'orbita caratterizzata da un semiasse maggiore pari a 2,9970515 UA e da un'eccentricità di 0,0931842, inclinata di 9,10293° rispetto all'eclittica.